# ثيودور كازبان
ثيودور كازبان (2 أبريل 1921 - 4 مارس 2016) كان كاتبًا رومانيا معادي للشيوعية. 
ولد في فالكيتيني ، وتخرج من جامعة بوخارست بدرجة في الآداب ، وفي عام 1947 هرب إلى فرنسا.  أثناء اقامته في باريس، عمل ثيودور عضوًا ضمن فريق التحرير في صحيفة "لا نيشن روماين" المناهضة للشيوعية، و ساهم في إعداد وبثّ برامج إذاعة راديو أوروبا الحرة. وفي عام 1963 نشر روايته الوحيدة باللغة الفرنسية بعنوان باراجز ، التي وصف فيها الاضطهاد الشيوعي للمثقفين الرومانيين ،  مثل ميرسيّة إيلياد ، إيميل سيوران ،  (يوغين يونيسكو) ، وآخرون.
وفي عام 2003 انتجت ماريلينا روتارو من التلفزيون الروماني فلم وثائقي حول ثيودور كازبان.